# Tanaseika
Tanaseika (gr. Θανασαίικα) – wieś w Grecji, w administracji zdecentralizowanej Epir-Macedonia Zachodnia, w regionie Epir, w jednostce regionalnej Arta, w gminie Arta. Miejscowość jest położona 5 km na południowy zachód od miasta Arta oraz 22 km na północny wschód od Prewezy.
W Tanaseice znajduje się siedziba wydziału rolnictwa Uniwersytetu Janina.

## Populacja
Źródło: